# Bołdyriewo (sielskoje posielenije stancyi Starica)
Bołdyriewo (ros. Болдырево) – wieś (dieriewnia) w Rosji, w obwodzie twerskim, w rejonie starickim. W 2010 liczyła 2 mieszkańców.